# San Miguel Ahuehuetitlán
San Miguel Ahuehuetitlán è un comune del Messico, situato nello stato di Oaxaca.